# Granville Memorial Park
Der Granville Memorial Park (auch bekannt als Oxford Memorial Cemetery) ist ein Friedhof und Grünanlage etwa 6 Kilometer südlich von Oxford, im Granville County, im US-Bundesstaat North Carolina, in den Vereinigten Staaten. Er befindet sich direkt an der U.S. Route 15 und unweit des Interstate 85 in North Carolina.
Die nächstgelegenen Ortschaften sind Belltown und Oxford.